# Œ̍
Cette page contient des caractères spéciaux ou non latins. S’ils s’affichent mal (▯, ?, etc.), consultez la page d’aide Unicode.
Œ̍ (minuscule : œ̍), appelé OE ligne verticale, est une lettre utilisée dans l'écriture du monégasque.
Elle est formée de la lettre Œ diacritée d’une ligne verticale.

## Utilisation
En monégasque, l’orthographe utilise la ligne verticale pour indiquer l’accent tonique irrégulier, c’est-à-dire lorsqu’il n’est pas sur l’avant-dernière syllabe pour les mots terminés par une voyelle et la dernière syllabe pour les mots terminés par une consonne.

## Représentations informatiques
Le OE ligne verticale peut être représente avec les caractères Unicode suivants :
- décomposé (latin de base, diacritiques) :

| formes    | représentations | chaînes de caractères | points de code | descriptions                                                   |
| --------- | --------------- | --------------------- | -------------- | -------------------------------------------------------------- |
| capitale  | Œ̍               | Œ◌̍                    | U+0152 U+030D  | lettre majuscule latine oe diacritique ligne verticale en chef |
| minuscule | œ̍               | œ◌̍                    | U+0153 U+030D  | lettre minuscule latine oe diacritique ligne verticale en chef |

## Sources
- Dominique Salvo-Cellario, « Écrire en monégasque : l’orthographe »